# Le Double Monde
Le Double Monde est un tableau réalisé par le peintre français Francis Picabia en décembre 1919. Cette toile exécutée à la peinture-émail et à l'huile représente les lettres « LHOOQ » inscrites verticalement dans des anneaux noirs sur un fond brun où des indications textuelles plus marginales reprennent les consignes de manipulation que l'on peut rencontrer sur un carton de déménagement. Inspirée par L.H.O.O.Q., l'œuvre de Marcel Duchamp qui parodie La Joconde par le biais d'un calembour obscène, la peinture est longtemps la propriété d'André Breton. Elle est conservée au musée national d'Art moderne, à Paris, depuis 2003.